# Technische Lieferbedingungen (Bundeswehr)
Technische Lieferbedingungen der Bundeswehr regeln die Spezifikationen wehrtechnisch genutzter Produkte.
Die Technischen Lieferbedingungen werden vom Bundesamt für Ausrüstung, Informationstechnik und Nutzung der Bundeswehr (BAAINBw) herausgegeben und orientieren sich an der DIN 820. Sie machen verbindliche Vorgaben für die Beschaffung, die von den Rüstungsunternehmen einzuhalten sind.
Technische Lieferbedingungen enthalten unter anderem technische und technisch-organisatorische Forderungen wie Leistungs- und Beschaffungsmerkmale des zu liefernden Wehrmaterials, Qualitätssicherung, Verpackung, Nutzungsrechte und Herstellerbindungen (Beschaffungshinweise) sowie die damit im Zusammenhang stehenden Leistungen.
Ein Großteil der Technischen Lieferbedingungen kann online frei abgerufen werden. Eine Ausnahme bilden, aus Gründen des Geheimschutzes, Technische Lieferbedingungen zu Waffen, Munition und anderen sicherheitsempfindlichen wehrtechnischen Produkten.